# آن باسيت
آن باسيت (بالإنجليزية: Ann Bassett)‏ هي مربية ماشية أمريكية، ولدت في 12 مايو 1878 في مقاطعة موفات في الولايات المتحدة، وتوفيت في 8 مايو 1956 في ليدز في الولايات المتحدة.